# Synidotea bathyalis
Synidotea bathyalis là một loài chân đều trong họ Idoteidae. Loài này được Gurjanova miêu tả khoa học năm 1955.